# Église Saint-Pierre de Xhignesse
Pour les articles homonymes, voir Église Saint-Pierre.
L'église Saint-Pierre est un édifice religieux catholique situé à Xhignesse (Hamoir), en Belgique. De style roman et construite à l'extrême fin du XIe siècle, l'église est classée au Patrimoine majeur de Wallonie.

## Historique
Le village de Xhignesse remonte à la fin de la période mérovingienne lorsque les maires du palais prirent progressivement le pouvoir et constituèrent leur propre dynastie, celle des Pépins. Ils allaient ouvrir la voie à leur grand successeur, l'empereur Charlemagne, et à la civilisation carolingienne qui imprègnerait toute l'Europe occidentale à la charnière des VIIIe et IXe siècles.
Mort en 714, le maire du palais Pépin de Herstal était le fils de Sainte-Begge, fondatrice d'Andenne et de son abbaye. Il avait épousé Plectrude, issue comme lui de la noblesse franque. Ce fut cette autre femme pieuse qui, selon la tradition, fonda Xhignesse entre 687 et 714.
Ce domaine avait été offert par les Pépins à l'une des premières abbayes de la région, celle de Stavelot-Malmédy, fondée en 651 par Saint-Remacle, un évangélisateur venu d'Aquitaine. Situé à l'emplacement de l'église actuelle, le sanctuaire d'origine a disparu. Il est très probable qu'il ait eu une fonction monastique.

## Description
Implantée sur une butte, l'église actuelle fut érigée vers 1100 en moellons de grès et calcaire, au milieu d'un cimetière, dont l'entrée est marquée par deux tilleuls et où subsistent de nombreuses croix funéraires des XVIIe et XVIIIe siècles. L'accès se fait par un portail flanqué de piliers en calcaire, ajouté au XVIIIe siècle tout comme le porche latéral, percé d'une entrée en plein cintre. Mis à part ces ajouts, l'ensemble respire l'art roman le plus pur. Le plan initial de type basilical en forme de croix grecque, à branches égales, hérité de l'Antiquité. Le vaisseau se compose d'une nef haute, séparée de deux bas-côtés, au nord par trois piliers, au sud par deux piliers et une colonne. Le transept est large. Le chœur rectangulaire se termine en abside semi-circulaire. Au sud et au nord, ce chevet est flanqué de constructions rectangulaires basses qui accueillent des chapelles et la sacristie. Une tour occidentale, carrément aveugle, a sans doute été ajoutée dans le courant du XIIe siècle. Elle supporte un clocheton à base carrée que surmonte une petite flèche octogonale.
L'ampleur de l'architecture, son unité et le soin apporté à la construction, particulièrement à l'ornementation extérieure du chœur, confèrent à cet édifice roman son caractère exceptionnel. Le chœur, la nef et les deux ailes du transept ont la même hauteur et des longueurs égales. Arrondie, l'abside est ornée de sept arcades hautes. Quatre d'entre elles sont aveugles. Les trois autres, dans l'axe, sont percées de baies en plein cintre. Dans la partie supérieure, neuf niches aveugles forment une sorte de galerie. Xhignesse constitue l'un des exemples les plus anciens de ce type de décor, qu'on trouve aussi aux bords du Rhin et de la Moselle.
Comme dans les basiliques romaines qui s'étaient érigées jusqu'à Trèves, la nef, les bas-côtés et le transept sont couverts d'un plafond plat. Le chœur est voûté d'arêtes. Jusqu'au XVIIe siècle, l'ornementation de l'église a évolué avec son temps, privilégiant le chêne polychrome. La chaire de vérité polychrome, portant le millésime de 1663, étonne par sa teinte étrange. Elle porte les armes de Gaspard Poncin, curé de Xhignesse, qui y mourut le 23 juin 1676. Sa belle pierre tombale se trouve à droite dans le chœur.
Vieux de près de 500 ans, les fonts baptismaux actuels sont en calcaire. En saillie, quatre visages en recueillement y bordent chacun des quatre angles de la cuve.
L'église comporte un Christ crucifié néogothique (à l'entrée du chœur), du mobilier de sacristie des XVIIe et XVIIIe siècles, de nombreuses pierres tombales des XVIe, XVIIe et XVIIIe siècles dont celle de quatre curés de l'église Saint-Pierre et celle des parents du célèbre sculpteur baroque Jean Delcour, qui a été baptisé dans cette église le 13 août 1631. A gauche de l'autel, une pierre au relief effacé a suscité de nombreuses discussions. Elle serait la tombe de Jean de Hodister, mayeur de Xhignesse et Hamoir mort en 1552 mais la légende garde ses droits et certains l'attribuent encore à Plectrude, la fondatrice de Xhignesse.
L'autel majeur baroque de 1773 se trouve maintenant dans la chapelle du Saint-Sacrement (absidiole à gauche du choeur). Le tabernacle en bois d'orme représente l'agneau mystique.
Un nouvel autel a été réalisé dans le chœur, en 1963 sur les plans de l'architecte Léon Wéry, avec des moellons provenant du Petit séminaire de Saint-Roch et la pierre originelle de l'autel roman.
Deux niches de 1648 abritaient chacune une sculpture remarquable. La première représentait Saint-Pierre en premier pape, la seconde sans doute réalisée au XVIe siècle était une Sainte-Anne trinitaire : la mère de la Vierge Marie porte sa fille qui porte elle-même Jésus. Volée en 1980, cette dernière sculpture est toujours recherchée par Interpol.
Enfin, la balustrade du jubé date de 1774. L'église comprenait des sculptures de Jean Delcour qui ont été restaurées ainsi que des peintures de son frère Jean-Gilles Delcour qui ne sont plus exposées dans l'église.
Depuis 2019, des expositions d'art contemporain "Le voyage à Xhignesse" sont organisées, chaque été, dans l'église par l'asbl Lieux-Communs en partenariat avec la Fabrique d'église et l'Office du Tourisme de Hamoir.

Martine Marchal écrit :
« Le plan basilical de l'église de Xhignesse appartient bien à l'esprit roman. Il se compose d'une nef haute, séparée de deux bas-côtés par trois piliers côté nord, deux piliers et une colonne côté sud, d'un transept haut et large et d'un chœur rectangulaire à abside demi-circulaire. Le chœur est flanqué au sud et au nord de constructions rectangulaires basses abritant chapelles et sacristies. Une tour fut ajoutée à l'ouest dans le courant du XIIe siècle. L'appareil des murs en moellons de grès et de calcaire, offre l'irrégularité des appareils romans, avec les angles marqués par des chaînes de plus gros blocs. Les parements extérieurs de la tour et de la nef sont massifs et nus. Seules l'abside et les constructions basses bordant les bras du transept sont tapissées d'arcatures dont les pilastres reposent sur soubassement à ressaut chanfreiné. Une suite de neuf niches aveugles, en cul-de-four, formant une galerie supérieure, décore complètement l'abside, ainsi partagée en deux registres. Ce nouveau décor, se retrouvant simultanément sur les bords du Rhin et traditionnellement appelée galerie rhénane, allège subtilement le haut du mur de l'abside. L'église Saint-Pierre de Xhignesse est un des exemples les plus anciens de ce type de décor provenant peut-être de la niche et de l'arcade aveugle. Les murs et les chapelles latérales sont ornés à l'est de lésènes avec frise de quatre arceaux à claveaux alternant plus ou moins grès et calcaire, amortis sur consoles identiques aux chapiteaux des pilastres d'arcature. Les murs prolongeant vers l'est les pignons du transept sont pourvus chacun de quatre arcatures en plein cintre sur pilastres et soubassement analogues à ceux du chœur. La petitesse des baies, présentes également aux murs-pignons du transept, ébrasées à l'intérieur pour favoriser l'entrée de la lumière, participe également au décor de l'édifice. L'allégement du chevet apporté par les arcs a incité à percer plus généreusement ceux-ci. Trois baies allongées éclairent ainsi le chœur dans l'axe.  »

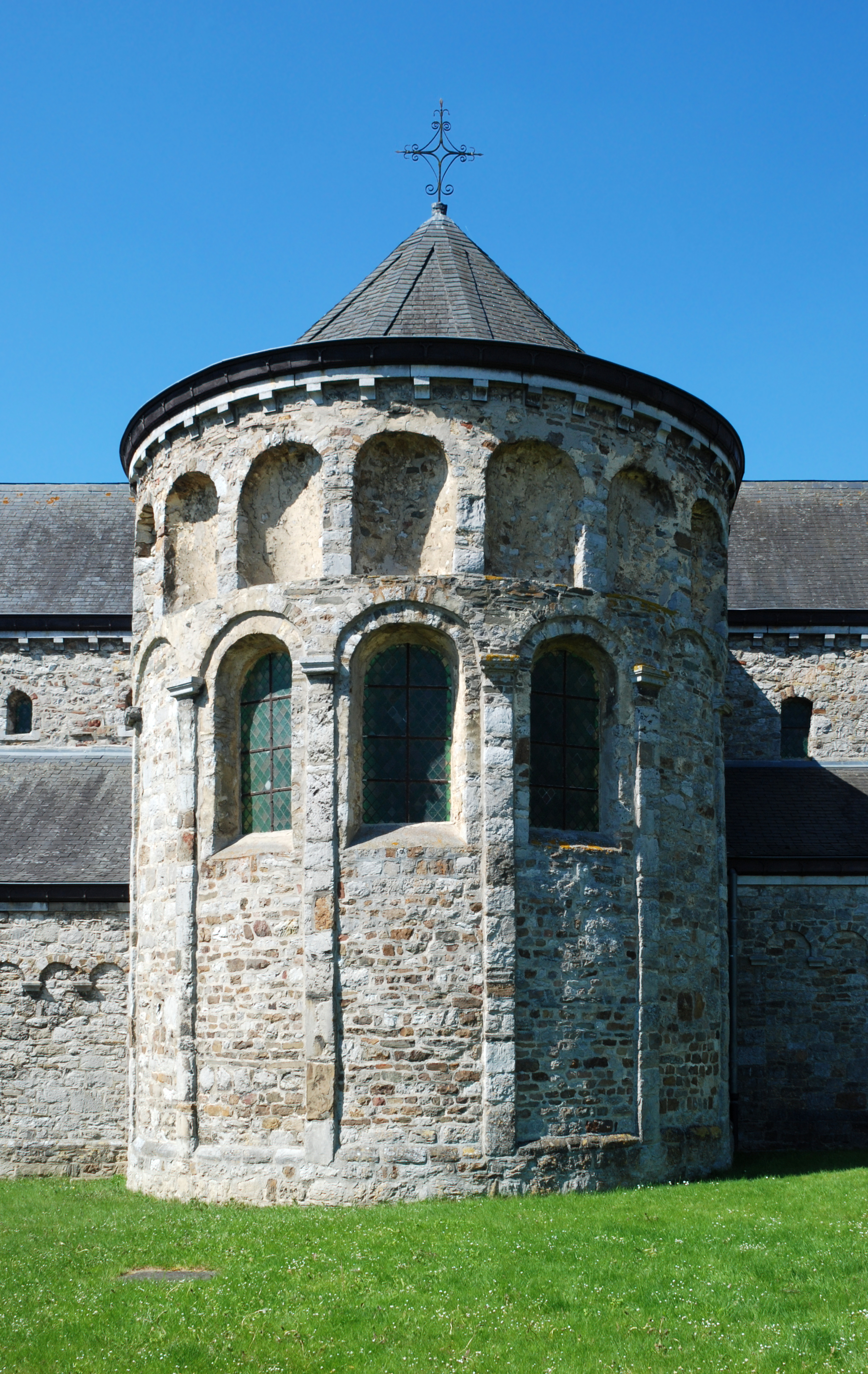
Chevet.
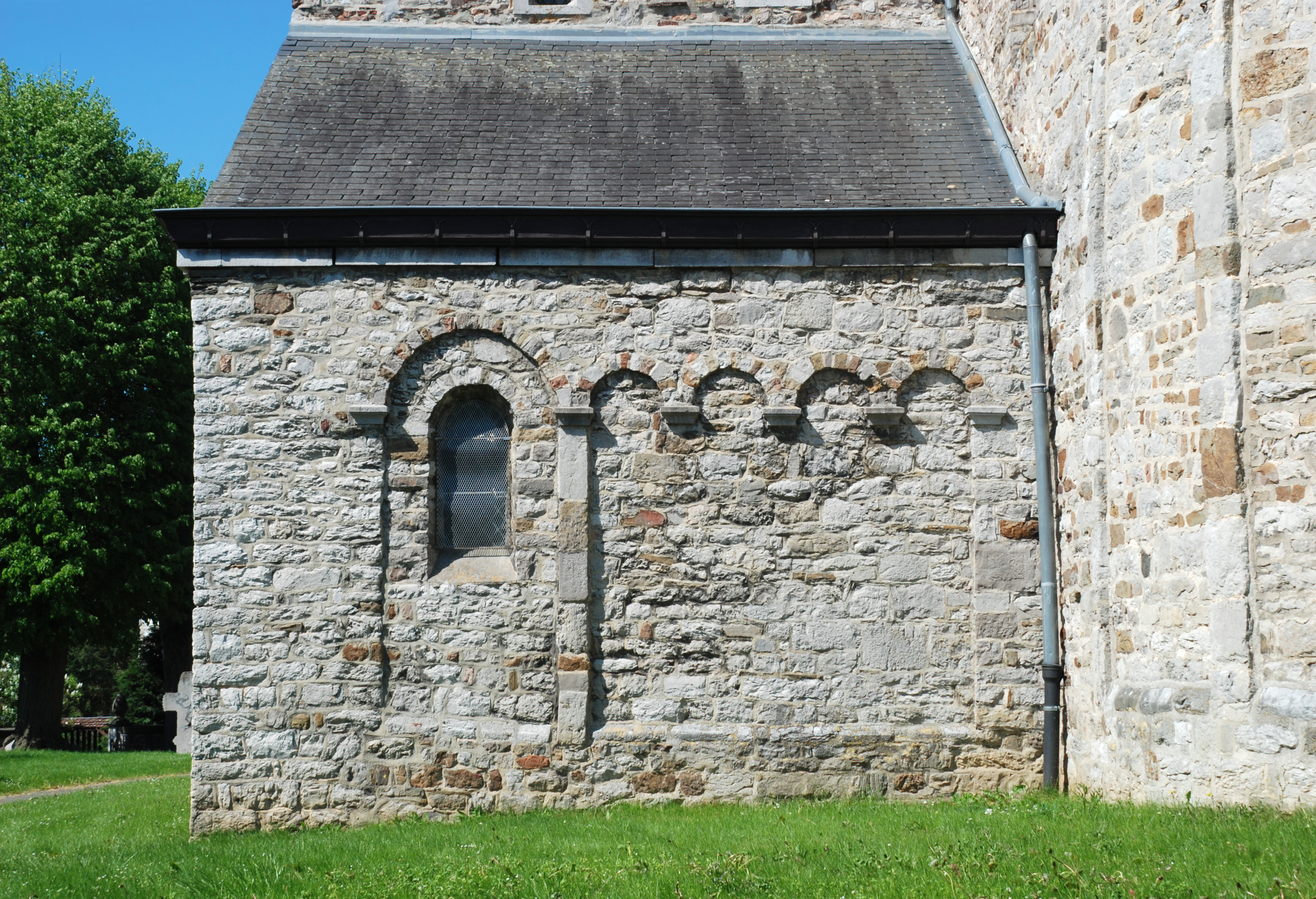
Sacristie.
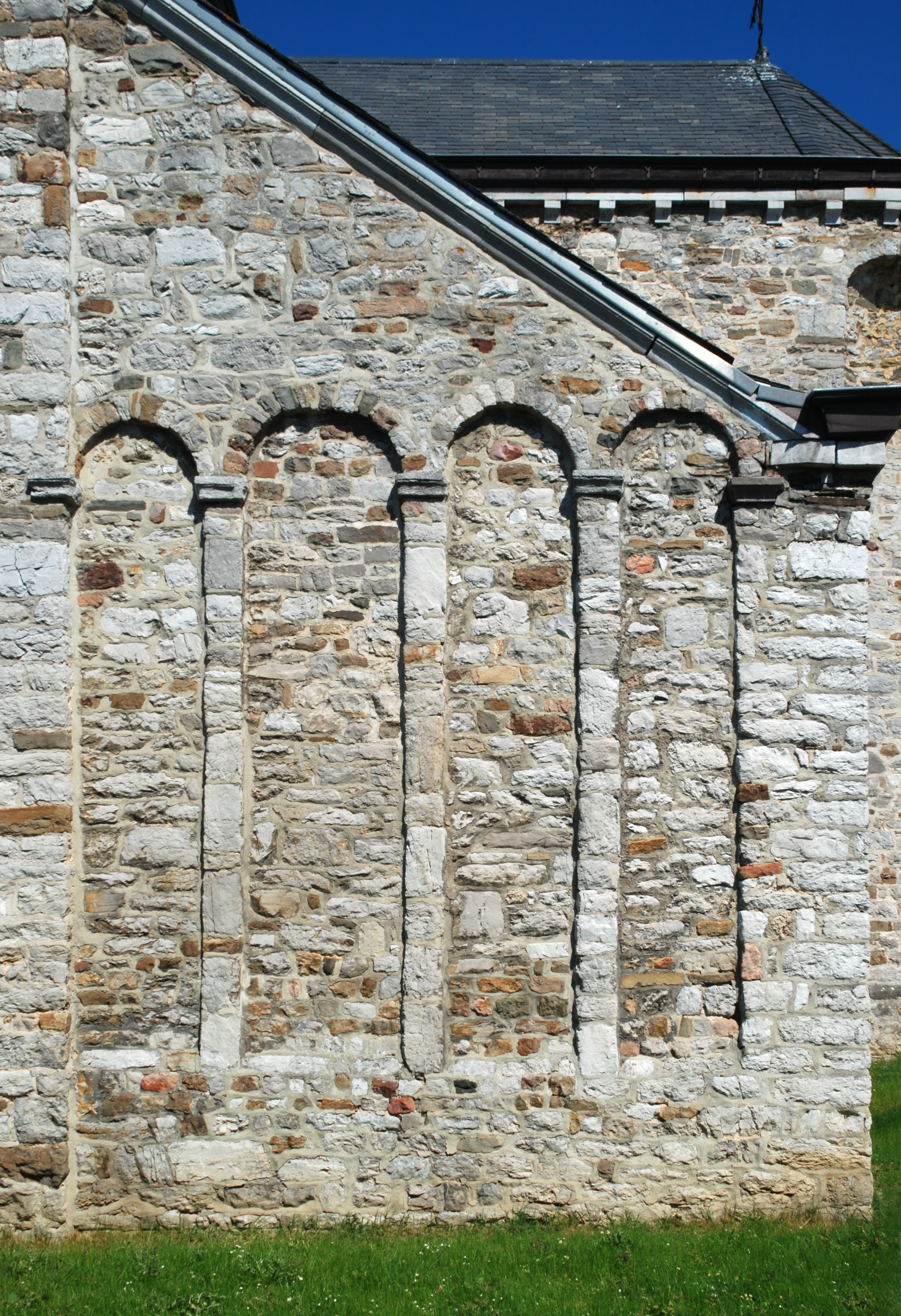
Arcades de la sacristie.
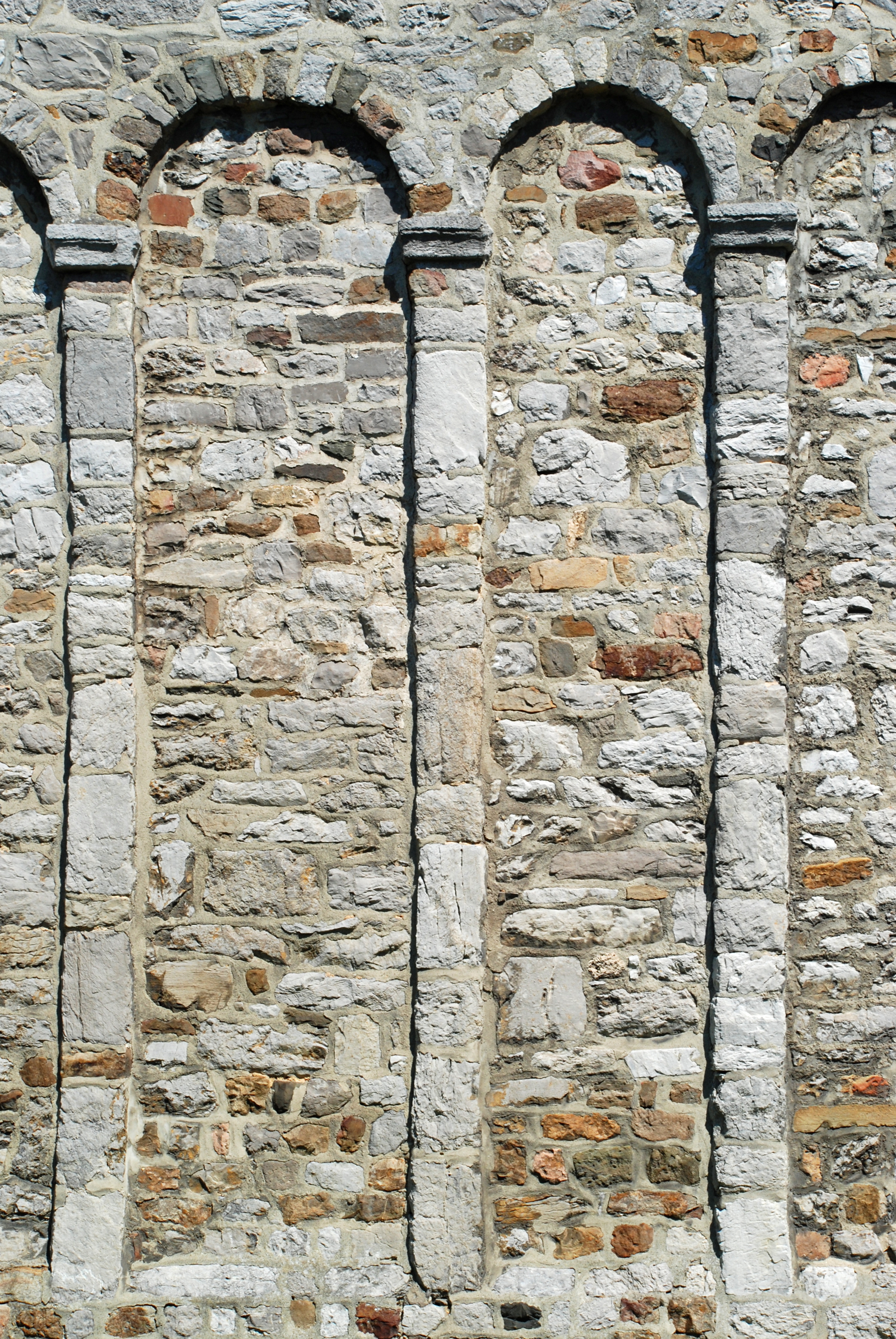
Détail des arcades.
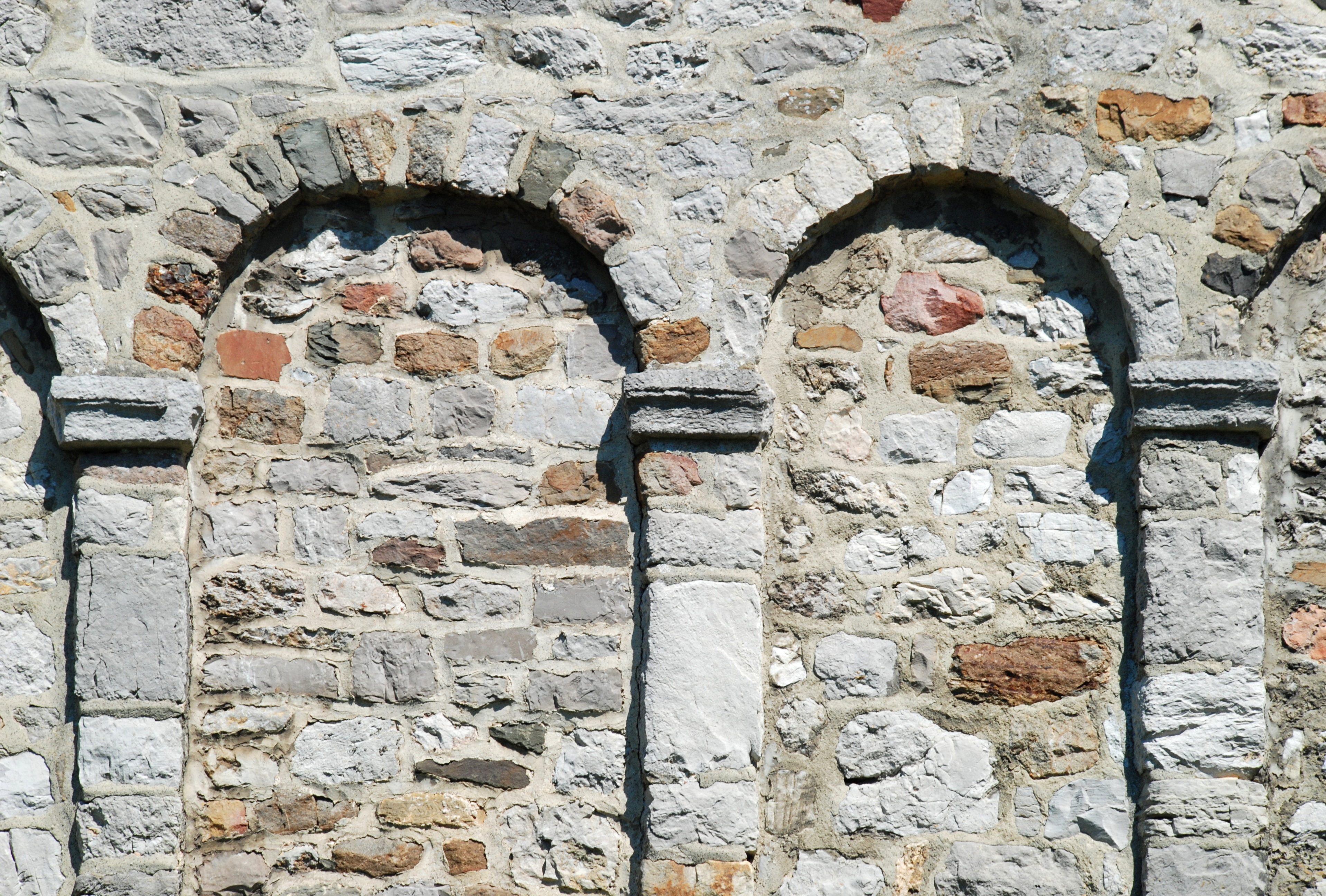
Arcatures.